# Ośrodek Zapasowy Podolskiej Brygady Kawalerii
Ośrodek Zapasowy Podolskiej Brygady Kawalerii (OZ Podolskiej BK) – oddział kawalerii Wojska Polskiego.
Ośrodek Zapasowy Podolskiej Brygady Kawalerii w Stanisławowie nie istniał w organizacji pokojowej Wojska Polskiego. Był jednostką mobilizowaną zgodnie z planem mobilizacyjnym „W”, w I rzucie mobilizacji powszechnej przez 6 pułk ułanów do 7 dnia jej trwania. W niektórych publikacjach używano też nazwy Ośrodek Zapasowy Kawalerii „Stanisławów” lub „Kraśnik”.

## Formowanie i przekształcenia organizacyjne
Mobilizację Ośrodka Zapasowego Podolskiej Brygady Kawalerii rozpoczęto z chwilą ogłoszenia mobilizacji powszechnej 31 sierpnia 1939 w koszarach 6 pułku ułanów w Stanisławowie. W skład ośrodka miały wejść Oddziały Zbierania Nadwyżek 6 pułku ułanów, 9 pułku ułanów, 14 pułku ułanów. Zmobilizowane w swoich macierzystych garnizonach po wyjeździe pułków Podolskiej Brygady Kawalerii na zachodnią granicę do składu Armii „Poznań”. Ośrodek miał być formowany według organizacji wojennej L.3027/mob.org., ukompletowany zgodnie z zestawieniem specjalności L.3027/mob.AR oraz uzbrojony i wyposażony zgodnie z wojennymi należnościami materiałowymi L.3027/mob.mat.. Ośrodek miał za zadanie uzupełniać składy osobowe 6 puł., 9 puł., 14 puł., oraz wszystkich pododdziałów kawalerii ze składu Podolskiej BK: 6 szwadronu kolarzy, 6 szwadronu łączności i 6 szwadronu pionierów. Dodatkowo miał zadanie formować uzupełnienia dla szwadronów kawalerii dywizyjnej nr 12, 47, 11, 5 i szwadronów kawalerii KOP stacjonujących na południowo-wschodnim obszarze kraju. Od chwili wejścia w życie mobilizacji powszechnej 31 sierpnia 1939, do siedziby ośrodka w koszarach 6 puł. w Stanisławowie przybywali mający karty mobilizacyjne oficerowie, podchorążowie, podoficerowie i szeregowcy rezerwy. Dowództwo ośrodka formowano w oparciu o kadry Oddziału Zbierania Nadwyżek 6 puł i nadwyżki szwadronu zapasowego 9 puł. w Stanisławowie. Dowództwo objął pokojowy zastępca dowódcy 6 puł. ppłk Włodzimierz Gilewski. Do mobilizowanego ośrodka sukcesywnie docierały Oddziały Zbierania Nadwyżek 9 puł. z Trembowli i 14 puł. ze Lwowa. Prawdopodobnie w skład o środka włączono szwadrony marszowe 6 i 9 pułków ułanów zmobilizowane w Stanisławowie.                 
Planowany skład ośrodka:                
- dowództwo,
- szwadron gospodarczy,
- 4 szwadrony liniowe,
- szwadron km,
- pluton pionierów,
- pluton łączności,
- pluton kolarzy[2].

Do 6 września w OZ Podolskiej BK sformowano: dowództwo Ośrodka, szwadron gospodarczy, 8 szwadronów liniowych, szwadron ckm, szwadron kolarzy, szwadron pionierów i pluton łączności. Zmobilizowano potrzebną liczbę koni. Jeden ze szwadronów formowano we wsi Opryszowice niedaleko Stanisławowa, inne w Stanisławowie i najbliższej okolicy. 7 września dowództwo Ośrodka przejął przybyły płk Kazimierz Tadeusz Kurnatowski. Prowadzono intensywne szkolenie rezerwistów, ćwicząc musztrę, jazdę konno pojedynczo i plutonami, władanie bronią białą i strzelanie. Na zachód od Stanisławowa żołnierze Ośrodka budowali zapory przeciwczołgowe. 14 września OZ Podolskiej BK w Stanisławowie wizytował gen. bryg. Maksymilian Milan-Kamski dowódca Grupy „Dniestr”. Na jego rozkaz w trybie alarmowym sformowano w Ośrodku jednostkę bojową pod nazwą: pułk marszowy Podolskiej Brygady Kawalerii pod dowództwem ppłk. Włodzimierza Gilewskiego w składzie 4 szwadronów liniowych, szwadronu gospodarczego, plutonów: kolarzy i ckm. Jeszcze 14 września wieczorem pułk marszowy opuścił Stanisławów i wszedł w skład Grupy „Stryj”. 17 września po otrzymaniu informacji o agresji sowieckiej płk Kazimierz Kurnatowski doznał ataku serca i zmarł po kilku dniach. Ośrodek pod dowództwem mjr. Karola Dilleniusa otrzymał rozkaz wycofania się w kierunku granicy węgierskiej. OZ Podolskiej BK w składzie 4 szwadronów liniowych, szwadronu ckm, szwadronu kolarzy, szwadronu pionierów i szwadronu gospodarczego wymaszerował wieczorem 17 września do Ottyni. Skąd 18 września poprzez Nadwórną, Delatyn, Jaremczę dotarł do granicy węgierskiej w rejonie Worochty. 19 września przez Przełęcz Tatarską Ośrodek Zapasowy Podolskiej Brygady Kawalerii przeszedł na Węgry i został internowany. 

## Obsada dowódcza
Dowództwo OZ (15 IX 1939)
- Dowódca - ppłk Włodzimierz Gilewski (do 7 IX 1939), płk Kazimierz Tadeusz Kurnatowski (7-17 IX 1939), mjr Karol Dillenius (18-19 IX 1939)
- zastępca dowódcy - ppłk Włodzimierz Gilewski (7-13 IX 1939), mjr Karol Dillenius (14-17 IX 1939)
- adiutant - por. Zbigniew Bojanowski
- oficer informacyjny - ppor. Michał Bohdanowicz
- oficer mobilizacyjny - rtm. Tadeusz Płoski
- kwatermistrz - mjr Władysław Letyński
- oficer gospodarczy - kpt. Jan Ostrowski
- II oficer gospodarczy - kpt. Zygmunt Dawidowicz
- oficer materiałowy - rtm. Witold Kowalski
- oficer żywnościowy - ppor. Marian Turzański
- lekarz ośrodka  - por. lek. dr Nusen Szenker
- lekarz weterynarii ośrodka - kpt. lek. wet. Roman Bojczuk
- kapelan - ks. kap. Stefan Kowalczyk
- dowódca szwadronu gospodarczego - por. Władysław Piotrowski

Oddziały OZ (stan w dniu 15 IX 1939):
- dowódca 1 szwadronu OZ - rtm. dr Stanisław Opoka-Loewenstein
  - dowódca I plutonu - por. inż. Kazimierz Stróżyński
  - dowódca II plutonu - ppor. Zygmunt Patryn
  - dowódca III plutonu -  ppor. Tadeusz Pawlik
- dowódca 2 szwadronu OZ - rtm. inż. Ludwik Ślaski
  - dowódca plutonu - por. Mieczysław Wartanowicz
- dowódca 3 szwadronu OZ - rtm. Jan Zdański
  - dowódca plutonu - pchor. Stanisław balicki
  - dowódca plutonu - pchor. Hohenlohe
  - dowódca plutonu - pchor. Zbigniew Czarkowski
  - dowódca plutonu - pchor. Jerzy Mamaros
  - dowódca plutonu - ppor. Józef Krzyżanowski
- dowódca 4? szwadronu - por. Jerzy Cywiński
  - dowódca plutonu - ppor. Roman Bniński
- dowódca 5? szwadronu - por. Władysław Pawłowicz
- dowódca 6 szwadronu - ppor. Zygmunt Starorypiński
- dowódca 7 szwadronu - por. Antoni Pietraszkiewicz
  - dowódca I plutonu - por. Stanisław Hulanicki
  - dowódca II plutonu - por. Jerzy Gużkowski
  - dowódca III plutonu - pchor. Janusz Legis
- dowódca 8 szwadronu - rtm. Jan Strzałkowski
  - dowódca I plutonu - pchor. Jerzy Friedrich
  - dowódca II plutonu - pchor. Paweł Borzemski
  - dowódca III plutonu - pchor. Tadeusz Dawid
- dowódca szwadronu ckm - rtm. Erwin Friedberg de Salomon
- dowódca szwadronu kolarzy - por. Władysław Piotrowski
  - dowódca plutonu - pchor. Jerzy Łastowiecki
  - dowódca plutonu - pchor. Kazimierz Dubowski
- dowódca szwadronu pionierów - por. dr Ignacy Nędzowski
  - dowódca I plutonu - pchor. Ludwik Budziński
  - dowódca II plutonu - pchor. Ryszard Geissel
  - dowódca III plutonu - pchor. Tadeusz Wroński
- dowódca plutonu łączności - ppor. Mieczysław Pollak
  - zastępca dowódcy plutonu łączności  - ppor. Egon Bączkiewicz
- dowódca baterii artylerii konnej (marszowej) - kpt. Stanisław Szewalski.